# Olu Dom Domingos
Olu Dom Domingos (Olu Atuwatse I) foi o sétimo Olu de Warri (também grafado Oeri, Oere ou Ugerri). Era o filho de  Olu Sebastião (Olu Atorongboye), tendo-lhe sucedido no trono de Warri. Olu Dom Domingos foi o segundo Olu cristão a governar o Reino de Warri.
Recebeu a primeira instrução em casa, com o pai e com o Bispo de Ode-Itsekiri, tendo aí aprendido a ler e a escrever em português. Recebeu a educação subsequente em Portugal de 1600 a 1611. Em 1601 frequentou o Colégio de São Jerónimo, em Coimbra, onde foi louvado pelos seus méritos académicos, tendo mais tarde ingressado na Universidade.
Uma vez formado na Universidade de Coimbra, regressou ao Reino de Warri, sagrando-se assim o primeiro licenciado da África Subsaariana.
Casou-se com uma dama portuguesa, em 26 de Junho de 1610, antes de regressar à Nigéria com ela em 1611.